# نيكولاس رايت (كاتب)
نيكولاس رايت (بالإنجليزية: Nicholas Wright)‏ هو كاتب مسرحي وكاتب سيناريو بريطاني، ولد في 5 يوليو 1940 في كيب تاون في جنوب أفريقيا.

## وصلات خارجية
- نيكولاس رايت على موقع IMDb (الإنجليزية)
- نيكولاس رايت على موقع قاعدة بيانات برودواي على الإنترنت (الإنجليزية)
- نيكولاس رايت على موقع قاعدة بيانات الفيلم (الإنجليزية)